# Mireille Provence
Mireille Provence (née Simonne Waro à Lyon le 26 février 1915 et morte à Soustons le 26 janvier 1997) est une collaboratrice française qui a participé à la Cour martiale allemande de Saint-Nazaire-en-Royans, en juillet-août 1944. Elle a été condamnée à mort en octobre 1945, mais sa peine a été commuée en travaux forcés à perpétuité. Elle a été libérée en août 1953. Elle est morte en 1997.

## Biographie
Simonne Waro est née le 26 février 1915 à Lyon 2e. Elle se marie en avril 1935 avec François Reboul. Elle a un enfant en 1935, mais le couple se sépare en 1937. Elle abandonne alors son enfant et se lance dans le music-hall sous le nom de Mireille Provence. Pendant la guerre, on la retrouve à Paris dans le Cabaret de Milly Mathis, Le Petit Chapiteau, fréquenté par les occupants, puis à Lyon et à Grenoble, où elle fait la connaissance d’un important officier allemand.
Elle participe en avril 1944, comme informatrice, à deux raids de la Milice, ce qui lui vaudra le surnom de « l’espionne du Vercors »,. Elle est enlevée par la Résistance en juillet 1944 et emprisonnée à La Chapelle-en-Vercors. Après l’invasion du Vercors par les troupes allemandes, elle regagne la vallée et se met au service de l'occupant : "Des traîtres français dénoncent leurs compatriotes, qui sans eux auraient échappé au supplice. Telle cette Mireille Provence qui, internée au camp de détenus suspects de la Chapelle, a profité de la confusion qui suivit la dislocation du 23 juillet pour venir se mettre aux ordres des nazis" (Pierre Tanant). . Elle participe à la Cour martiale allemande de Saint-Nazaire-en-Royans, aux côtés du Feldgendarme qui la dirige (connu sous le nom d’Oberland), dont elle est devenue la maîtresse. Elle est directement responsable de la mort d’une partie des maquisards fusillés ou déportés par la cour martiale. Elle participe aussi à diverses rafles dans la région.
Elle suit les Allemands dans leur retraite vers Belfort. Elle est arrêtée à Lure le 8 octobre 1944, en raison de sa présence dans la zone des combats, sans que son rôle dans le Vercors soit alors connu. Elle est finalement inculpée en mai 1945 d’intelligence avec l’ennemi, et condamnée à mort à Grenoble le 11 octobre 1945, condamnation commuée le 31 octobre en travaux forcés à perpétuité, ce qui soulève l'indignation des anciens résistants (les Pionniers du Vercors formuleront ainsi plusieurs demandes de réouverture du procès).
Le 22 août 1953, après 8 ans de prison, elle fait l’objet d’une grâce médicale. Elle s’installe alors dans les Landes, où elle tient un hôtel-restaurant, et où elle décède en janvier 1997.
Son souvenir est resté très vivace dans les Alpes. Elle est « pour la région grenobloise et plus particulièrement pour le Vercors, le symbole de la Collaboration la plus basse ». C'est elle que le Musée de la Résistance et de la Déportation de l'Isère a choisie en 2020 pour représenter la collaboration dans le cadre de son exposition sur Les femmes des années 40.

## Dans la littérature
L'enquête sur Mireille Provence (qui n'était plus qu'un mythe), le récit de ses exactions, de sa fuite et de sa condamnation sont l'objet de plusieurs chapitres du roman L'Oca nera (La Thébaïde, 2019) de Gérard Cartier, dont l'un des principaux thèmes est la tragédie du Vercors.